# Temporada 2005 del Campeonato Mundial de Rally
La temporada 2005 fue la edición 33º del Campeonato Mundial de Rally. Se presentó con 16 pruebas, comenzando el 21 de enero en el Rally de Montecarlo y finalizando el 23 de noviembre en Australia. El ganador fue Sébastien Loeb, ganando 10 pruebas y proclamándose campeón mundial por segunda vez, además de batir el récord de pruebas ganadas en un solo año.
Ese año se produjeron varios movimientos en los equipos oficiales. El español Carlos Sainz había dicho adiós al campeonato del mundo, aunque posteriormente correría dos pruebas: Grecia y Turquía. En su lugar Citroën fichó a François Duval y además alineó dos Xsara WRC privados para el equipo Kronos, donde corrieron Manfred Stohl y Xavi Pons. Por su parte Markko Martin dejó Ford y se marchó a Peugeot, por lo que la marca inglesa fichó a Roman Kresta y a Toni Gardemeister. También corrieron con un Focus semioficial Dani Solá, Mikko Hirvonen y Anthony Warmbold. Skoda contó con Armin Schwarz como primer piloto y a varios pilotos a lo largo del año: Jan Kopecký, Alexandre Bengue, Jari Paasonen, Jane Tuohino y Colin McRae. En cuanto a las marcas japonesas, Subaru mantuvo a Petter Solberg y fichó al expiloto de Fórmula 1, Stéphane Sarrazin y al australiano Chris Atkinson y Mitsubishi fichó a Harri Rovanpera mientras que Gigi Galli y Gilles Panizzi corrieron varias pruebas.

## Calendario
| N.º | Fecha                         | Rally                  | Resultados |
| --- | ----------------------------- | ---------------------- | ---------- |
| 1   | 21/23 de enero                | Rally de Montecarlo    | Resultados |
| 2   | 11/13 de febrero              | Rally de Suecia        | Resultados |
| 3   | 11-13 de marzo                | Rally México           | Resultados |
| 4   | 7-10 de abril                 | Rally de Nueva Zelanda | Resultados |
| 5   | 28 de abril-1 de mayo         | Rally de Cerdeña       | Resultados |
| 6   | 13-15 de mayo                 | Rally de Chipre        | Resultados |
| 7   | 3-5 de junio                  | Rally de Turquía       | Resultados |
| 8   | 23-26 de junio                | Rally Acrópolis        | Resultados |
| 9   | 14-17 de julio                | Rally de Argentina     | Resultados |
| 10  | 4-7 de agosto                 | Rally de Finlandia     | Resultados |
| 11  | 26-28 de agosto               | Rally de Alemania      | Resultados |
| 12  | 15-18 de septiembre           | Rally de Gran Bretaña  | Resultados |
| 13  | 29 de septiembre-2 de octubre | Rally de Japón         | Resultados |
| 14  | 21-23 de octubre              | Rally Tour de Corse    | Resultados |
| 15  | 28/30 de octubre              | Rally Cataluña         | Resultados |
| 16  | 10-13 de noviembre            | Rally de Australia     | Resultados |

## Desarrollo
La temporada comenzó en el Rally de Montecarlo donde Loeb dominó la prueba y obtuvo así su tercera victoria consecutiva en la prueba monegasca. Su compañero de equipo Duval se salió de la carretera y tuvo que abandonar al igual que los pilotos de Skoda, Schwarz y Bengue. Posteriormente también abandonaron Grönholm y Solberg, y los pilotos Gardemeister con el Focus y Panizzi con el Mitsubishi subieron al segundo y tercer cajón del podio gracias a los abandonos. En Suecia se vivió un duelo entre Solberg y Grönholm, hasta que el noruego se alejó en cabeza y venció, mientras que sus rivales más directos Gronholm y Loeb abandonaron. El podio lo completaron el podio Martin y Gardmeister, este último se situaba líder provisional del mundial. La tercera cita del año fue en México, donde Solberg volvió a ganar. Segundo fue Gronholm que nada pudo hacer por alcanzar al noruego y tercero Martin. Por su parte Loeb finalizaba cuarto con problemas en su Citroën y su compañero Duval abandonaba tras un accidente.

### Loeb imparable
A pesar del regular inicio de Loeb, a partir de la cuarta prueba del año, que se celebró en Nueva Zelanda, el francés inició una racha de seis victorias consecutivas que dejó prácticamente sentenciado el título de pilotos. En tierras neozelandesas Loeb se impuso con Gronholm segundo y Solberg tercero, que pelearon por el segundo puesto durante toda la prueba. En Cerdeña, Gronholm se puso líder provisional tras el tercer tramo pero sufrió una salida y finalmente solo pudo ser tercero. Solberg finalizó en la segunda plaza que perdió por solo un punto el liderato del mundial.
En Chipre, a pesar de sufrir tres pinchazos, Loeb se impuso de nuevo, mientras que sus máximos rivales al título abandonaron: Grönholm por problemas mecánicos y Solberg por rotura del motor. El podio lo completaron Manfred Sothl con el Xsara del equipo Kronos y Märtin que arrebató el tercer puesto a Henning Solberg, que a pesar de ello, logró su mejor resultado de la temporada. El compañero de Duval volvió a salirse y el director de Citroën, Guy Fréquelin, que veía comprometido el campeonato de marcas por los malos resultados del belga, decidió fichar al español Carlos Sainz, que corrió las dos siguientes carreras en el sitio de Duval.

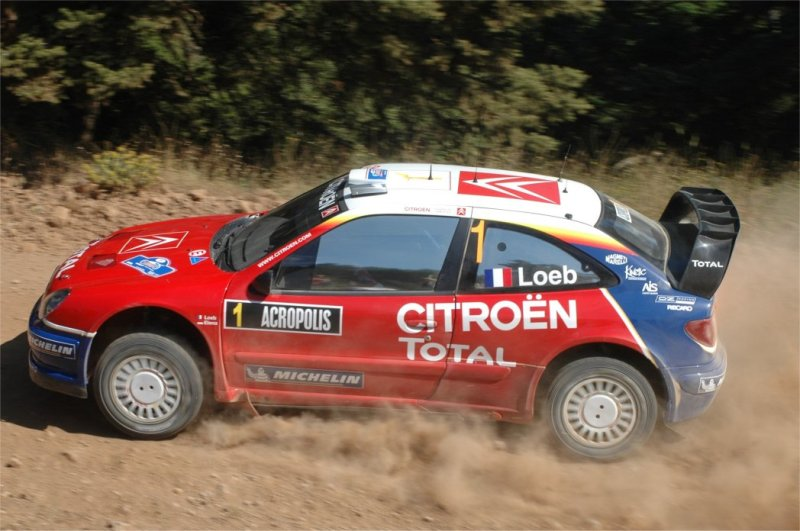
En Grecia Loeb no tuvo rivales y logró su sexta victoria particular con el Citroën Xsara WRC.

El regreso de Sainz en Turquía obedecía a la idea de sumar puntos para la marca y dar un toque de atención a Duval. El español cumplió con su cometido y finalizó cuarto, mientras que en Grecia se subió al tercer puesto del podio, la que sería la última carrera en el mundial para el español. En el rally turco, Loeb logró su quinta victoria del año, seguido de nuevo, de Solberg (2.º) y Gronholm (3.º). En el Acrópolis con el francés de nuevo en lo más alto del podio, Solberg no pudo pasar del noveno puesto, mientras que Gronholm se bajaría del podio, conformándose con el cuarto puesto, por detrás del Focus de Gardemeinster y del Xsara de Sainz. Los resultados del español le valieron a Citroën para colocarse líder del campeonato de marcas.
La buena racha de Loeb finalizó en Argentina, donde logró su séptima victoria del año y la sexta consecutiva. De nuevo Gronholm y Solberg le acompañaron en el podio. En esta ocasión Citroën volvió a confiar en Duval que no pasó de la séptima plaza, que hizo lo posible por finalizar la carrera. La siguiente prueba fue el Rally de Finlandia donde se impuso Grönholm con una fantástica actuación, logrando once scratchs y liderando la prueba desde el tercer tramo hasta el final. Por su parte Loeb terminó segundo, por delante de Martin, que lograba su cuarto y último podio del año.
A mediados de temporada tanto Peugeot como Citroën anunciaron que no continuarían en el mundial para la temporada siguiente. Tras Finlandia se disputó el Rally de Alemania donde Loeb volvió a imponerse, donde consiguió la cuarta victoria consecutiva en tierras alemanas. Citroën se impuso de manera clara con un Duval recuperado, que finalizó segundo por detrás de su compañero. Por su parte Gronholm terminó tercero y el noruego Solberg no pudo pasar de la séptima plaza.

### Tragedia en Gran Bretaña

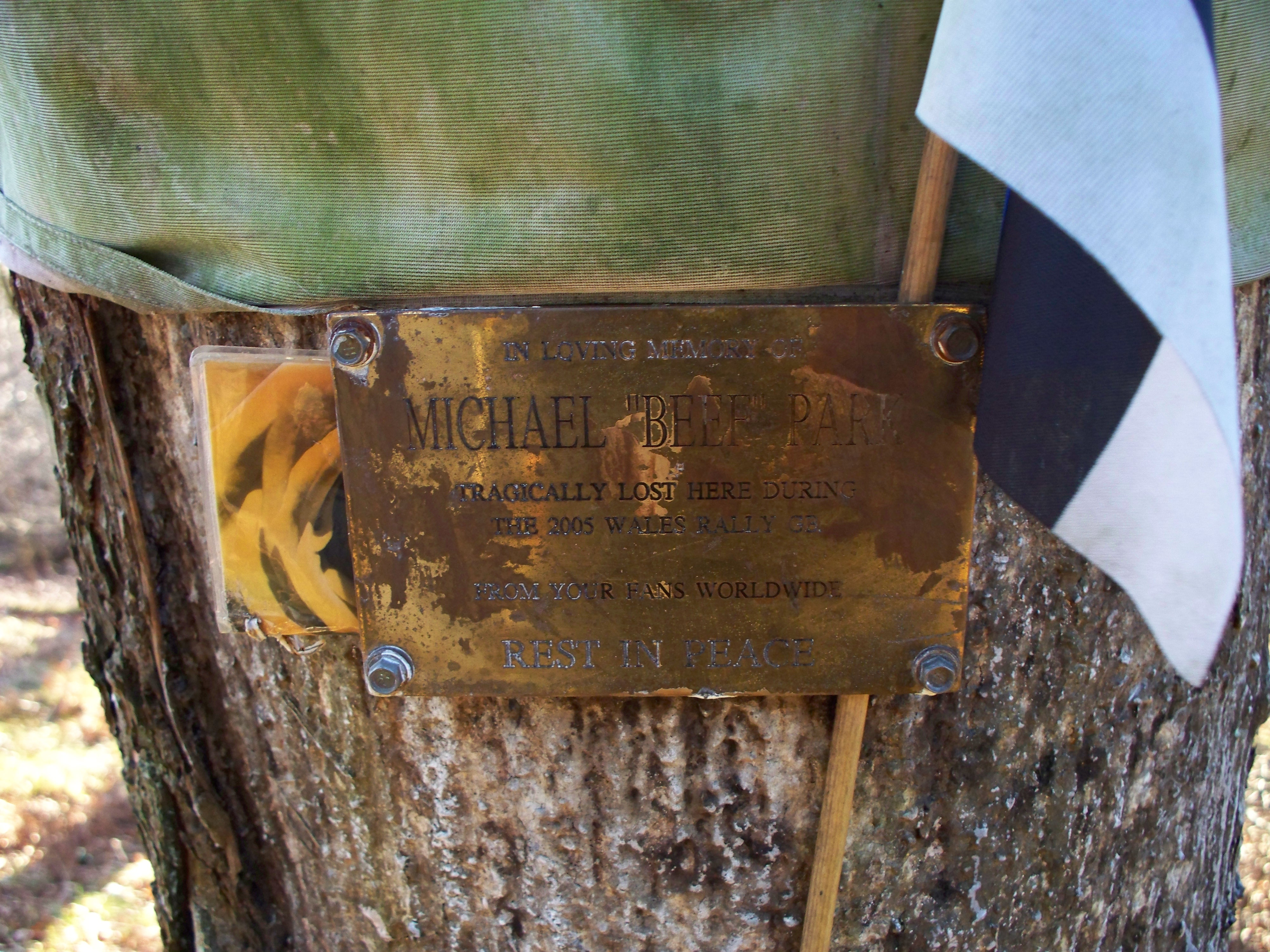
Placa en memoria de Michael Park.

La duodécima prueba del año se disputó en el Rally de Gran Bretaña donde se vivió el peor momento del año: la muerte de Michael Park, copiloto de Markko Martin, a causa de un grave accidente. En el tramo de Margam el Peugeot 307 de Martin se salió y batió contra un árbol provocando la muerte al instante de Park. Tras el accidente se suspendieron los últimos dos tramos y los pilotos de Peugeot abandonaron en señal de luto. En la prueba venció Solberg, aunque el claro dominador fue Loeb, que decidió llegar tarde a un control, que lo penalizó bajando a la tercera posición. El triunfo de Loeb le hubiera valido el campeonato del mundo, pero decidió no celebrarlo a causa de la muerte de Park.

### Loeb y Citroën campeones
Tras Gran Bretaña se disputó el Rally de Japón donde venció Grönholm y Loeb fue segundo, que sumó los puntos necesarios para proclamarse campeón del mundo. El triunfo del finlandés no hubiese sido de no ser por el abandono de Solberg que lideró la prueba hasta el tramo 24, donde golpeó una piedra y arrancó una piedra de su Subaru.
Con el título en el bolsillo, Loeb volvió a ganar en dos de las tres citas que faltaban por disputarse: Córcega y Cataluña. En la cita corsa se impuso de manera absoluta ganando en los doce tramos disputados, algo que ningún piloto había logrado nunca en la historia del mundial. Por detrás del francés finalizaron Gardemeister y Solberg. Por su parte Duval volvió a salirse e impidió a Citroën asegurarse el título de marcas.
El campeonato de marcas se decidió en la penúltima cita del año: el Rally Cataluña. Loeb ganó, logrando la décima victoria de la temporada, seguido de su compañero Duval y del finlandés Hirvonen, que lograba el primer podio en su carrera con un Focus privado. La actuación de Hirvonen impidió a Citroën lograr un triplete, al apear del podio en el último tramo al español Pons que finalizó cuarto. Con todo la marca francesa festejó el campeonato de marcas y el campeonato júnior que había logrado el español Sordo con su Citroën C2.
En la última cita del año, en Australia, y con todo decidido se vivió una situación inaudita. Los principales pilotos abandonaron: Loeb se salió de la carretera, Grönholm abandonó y Solberg chocó con un canguro, situación que aprovechó Duval y logró la primera y única victoria en su carrera en el mundial. Segundo fue Rovanpera, que lograba su único podio en toda la temporada, y tercero Stohl.
A pesar de los buenos resultados en Australia de Mitsubishi y Skoda, las dos marcas anunciaron su retirada para 2006, que junto a los ya anunciados por Peugeot y Citroën, dejó el mundial con solo dos marcas oficiales al frente (Ford y Subaru), aunque los pilotos de Citroën, competirían como privados bajo la bandera del equipo Kronos. 2005 fue un año excelente para Citroën pero trágico para el mundial, por la muerte de Michael Park en Gales y del piloto Richard Burns, que no sobrevivió a un tumor cerebral y falleció el 25 de noviembre, solo dos días después de la celebración del Rally de Australia.

## Cambios y novedades
Se hizo una propuesta de cambio de calendario anual a un calendario de invierno: cuando comience la temporada de otoño, pasaría por el invierno y terminaría en el otoño del año siguiente. Incluía un calendario de transición más corto para la primera parte de 2007. Esta propuesta no se llevó a cabo.
- El calendario del campeonato júnior (JWRC) se aumenta a ocho y cada piloto debe designar los siete rallyes en los que participará.
- El calendario del campeonato de producción (PWRC) se aumenta a ocho y cada piloto debe designar los seis rallyes en los que participará.
- La longitud total de las especiales se reduce a un máximo de 360 km (era de 400 kilómetros).
- Se intoduce el sistema SuperRally: Cualquier piloto que se ha retirado puede volver a empezar en la siguiente etapa. Recibirá una penalización de cinco minutos de añadido.[7]
- Todos los equipos oficiales inscritos tendrán que utilizar el HANS (Sistema de soporte del cuello).[7]
- Anchura máxima de los World Rally Cars, con longitud total de 4200 mm o más, la anchura máxima permitida se incrementa de 1770mm a 1800mm.[7]

## Equipos
| Equipo                                    | Constructor   | Vehículo      | Neumático     | Pilotos            | Copilotos                | Rondas               |
| Constructores                             | Constructores | Constructores | Constructores | Constructores      | Constructores            | Constructores        |
| ----------------------------------------- | ------------- | ------------- | ------------- | ------------------ | ------------------------ | -------------------- |
| Citroën Total                             | Citroën       | Xsara WRC     | M             | Sébastien Loeb     | Daniel Elena             | Todas                |
| Citroën Total                             | Citroën       | Xsara WRC     | M             | François Duval     | Stephane Prevot          | 1-6                  |
| Citroën Total                             | Citroën       | Xsara WRC     | M             | François Duval     | Sven Smeets              | 9-16                 |
| Citroën Total                             | Citroën       | Xsara WRC     | M             | Carlos Sainz       | Marc Martí               | 7-8                  |
| BP Ford World Rally Team                  | Ford          | Focus WRC     | M             | Toni Gardemeister  | Jakke Honkanen           | Todas                |
| BP Ford World Rally Team                  | Ford          | Focus WRC     | M             | Roman Kresta       | Jan Tománek              | 1-2, 11-16           |
| BP Ford World Rally Team                  | Ford          | Focus WRC     | M             | Roman Kresta       | Jan Možný                | 3-10                 |
| BP Ford World Rally Team                  | Ford          | Focus WRC     | M             | Mikko Hirvonen     | Jarmo Lehtinen           | 10                   |
| BP Ford World Rally Team                  | Ford          | Focus WRC     | M             | Antony Warmbold    | Michael Orr              | 1-10, 12-16          |
| BP Ford World Rally Team                  | Ford          | Focus WRC     | M             | Henning Solberg    | Cato Menkerud            | 2, 5-8, 10, 12       |
| BP Ford World Rally Team                  | Ford          | Focus WRC     | M             | Dani Solà          | Xavi Amigo               | 3, 11, 13-16         |
| BP Ford World Rally Team                  | Ford          | Focus WRC     | M             | Luis Pérez Companc | José María Volta         | 4, 9                 |
| Subaru World Rally Team                   | Subaru        | Impreza WRC   | P             | Petter Solberg     | Phil Mills               | Todas                |
| Subaru World Rally Team                   | Subaru        | Impreza WRC   | P             | Stéphane Sarrazin  | Patrick Pivato           | 1                    |
| Subaru World Rally Team                   | Subaru        | Impreza WRC   | P             | Stéphane Sarrazin  | Denis Giraudet           | 2, 5, 8, 11-12 14-15 |
| Subaru World Rally Team                   | Subaru        | Impreza WRC   | P             | Chris Atkinson     | Glenn Macneall           | 2-16                 |
| Marlboro Peugeot Total                    | Peugeot       | 307 WRC       | P             | Marcus Grönholm    | Timo Rautiainen          | Todas                |
| Marlboro Peugeot Total                    | Peugeot       | 307 WRC       | P             | Markko Märtin      | Michael Park             | 1-12                 |
| Marlboro Peugeot Total                    | Peugeot       | 307 WRC       | P             | Daniel Carlsson    | Mattias Andersson        | 2, 13, 16            |
| Marlboro Peugeot Total                    | Peugeot       | 307 WRC       | P             | Nicolas Bernardi   | Jeam-Marc Fortin         | 14-15                |
| Marlboro Peugeot Total                    | Peugeot       | 307 WRC       | P             | Sebastian Lindholm | Tomi Tuominen            | 10                   |
| Mitsubishi Motors                         | Mitsubishi    | Lancer WRC    | P             | Harri Rovanperä    | Risto Pietiläinen        | Todas                |
| Mitsubishi Motors                         | Mitsubishi    | Lancer WRC    | P             | Gilles Panizzi     | Hervé Panizzi            | 1, 3, 6, 13-14       |
| Mitsubishi Motors                         | Mitsubishi    | Lancer WRC    | P             | Gigi Galli         | Guido D'Amore            | 2, 4-5, 7-16         |
| Škoda Motorsport                          | Škoda         | Fabia WRC     | M             | Armin Schwarz      | Klaus Wicha              | 1, 3-16              |
| Škoda Motorsport                          | Škoda         | Fabia WRC     | M             | Mattias Ekström    | Stefan Bergman           | 2                    |
| Škoda Motorsport                          | Škoda         | Fabia WRC     | M             | Alexandre Bengué   | Caroline Escudero-Bengué | 1, 11, 14-15         |
| Škoda Motorsport                          | Škoda         | Fabia WRC     | M             | Janne Tuohino      | Mikko Markkula           | 2, 4-8, 10           |
| Škoda Motorsport                          | Škoda         | Fabia WRC     | M             | Colin McRae        | Nicky Grist              | 12, 16               |
| Škoda Motorsport                          | Škoda         | Fabia WRC     | M             | Mikko Hirvonen     | Jarmo Lehtinen           | 13                   |
| Škoda Motorsport                          | Škoda         | Fabia WRC     | M             | Jani Paasonen      | Jani Vainikka            | 2-3, 8-10            |
| Škoda Motorsport                          | Škoda         | Fabia WRC     | M             | Jan Kopecký        | Filip Schovánek          | 11, 14-15            |
| Equipos no registrados como constructores |               |               |               |                    |                          |                      |
| OMV World Rally Team                      | Citroën       | Xsara WRC     | M             | Manfred Stohl      | Ilka Minor               | 1, 4-6, 8-12, 16     |
| OMV World Rally Team                      | Citroën       | Xsara WRC     | M             | Xavier Pons        | Carlos Del Barrio        | 8-12, 14-16          |
| OMV World Rally Team                      | Citroën       | Xsara WRC     | M             | Juuso Pykälistö    | Mika Ovaskainen          | 5                    |

## Resultados

### Campeonato de pilotos
| Pos. | Piloto            | MON | SWE | MEX | NZL | ITA | CYP | TUR | GRC | ARG | FIN | GER | GBR | JPN | FRA | ESP | AUS | Puntos |
| ---- | ----------------- | --- | --- | --- | --- | --- | --- | --- | --- | --- | --- | --- | --- | --- | --- | --- | --- | ------ |
| 1    | Sébastien Loeb    | 1   | Ret | 4   | 1   | 1   | 1   | 1   | 1   | 1   | 2   | 1   | 3   | 2   | 1   | 1   | Ret | 127    |
| 2    | Petter Solberg    | Ret | 1   | 1   | 3   | 2   | Ret | 2   | 9   | 3   | 4   | 7   | 1   | Ret | 3   | 13  | Ret | 71     |
| 3    | Marcus Gronholm   | 5   | Ret | 2   | 2   | 3   | Ret | 3   | 4   | 2   | 1   | 3   | Ret | 1   | Ret | Ret | Ret | 71     |
| 4    | Toni Gardemeister | 2   | 3   | 6   | 6   | 5   | 5   | 6   | 2   | 4   | 6   | 17  | DSQ | 6   | 2   | 14  | Ret | 58     |
| 5    | Markko Martin     | 4   | 2   | 3   | 5   | 4   | 3   | 5   | 8   | 6   | 3   | 4   | Ret |     |     |     |     | 53     |
| 6    | François Duval    | Ret | 12  | Ret | 4   | 11  | Ret |     |     | 7   | 8   | 2   | 2   | 4   | Ret | 2   | 1   | 47     |
| 7    | Harri Rovanpera   | 7   | 4   | 5   | Ret | Ret | 7   | 10  | 6   | 5   | 7   | 10  | 4   | 5   | 10  | 10  | 2   | 39     |
| 8    | Roman Kresta      | 8   | 8   | Ret |     | 6   | 6   | 7   | Ret | 11  | 23  | 6   | 6   | 7   | 5   | 5   | 6   | 29     |
| 9    | Manfred Stohl     | 6   |     |     | 9   | 9   | 2   |     | 20  | 8   | Ret | Ret | 5   |     |     |     | 3   | 22     |
| 10   | Mikko Hirvonen    |     | Ret |     |     | Ret |     |     | 5   |     | 5   |     |     | Ret |     | 3   |     | 14     |
| 11   | Gigi Galli        |     | 7   |     | 8   | Ret |     | 8   | 7   | Ret | Ret | 5   | 13  | Ret | 9   | Ret | 5   | 14     |
| 12   | Chris Atkinson    |     | 19  | Ret | 7   | 18  | 10  | 24  | Ret | 9   | Ret | 11  | 38  | 3   | Ret | 9   | 4   | 13     |
| 13   | Carlos Sainz      |     |     |     |     |     |     | 4   | 3   |     |     |     |     |     |     |     |     | 11     |
| 14   | Henning Solberg   |     | 5   |     |     | 15  | 4   | 11  | Ret |     | 9   |     | 10  |     |     |     |     | 9      |
| 15   | Gilles Panizzi    | 3   |     | 8   |     |     | 11  |     |     |     |     |     |     | 11  | Ret |     |     | 7      |
| 16   | Xavier Pons       | Ret | 38  | 10  | 13  | Ret | 34  | 17  | 10  | 10  | 12  | 9   | 11  |     | 7   | 4   | Ret | 7      |
| 17   | Stéphane Sarrazin | 14  | 13  |     |     | 12  |     |     | 13  |     |     | 8   | Ret |     | 4   | Ret |     | 6      |
| 18   | Anthony Warmbold  | 10  | 11  | 7   | 11  | 7   | Ret | 9   | Ret | 12  | Ret |     | 12  | 9   | 13  | 7   | Ret | 6      |
| 19   | Daniel Carlsson   |     | 6   |     |     | Ret | 8   | Ret | 14  | 15  |     |     |     | 8   |     |     | Ret | 5      |
| 20   | Nicolas Bernardi  |     |     |     |     |     |     |     |     |     |     | Ret | Ret |     | 8   | 6   |     | 4      |
| 21   | Alexandre Bengué  | 9   |     |     |     |     |     |     |     |     |     | Ret |     |     | 6   | Ret |     | 3      |
| 22   | Colin McRae       |     |     |     |     |     |     |     |     |     |     |     | 7   |     |     |     | Ret | 2      |
| 23   | Dani Solà         |     |     | Ret |     |     |     |     |     |     |     | 12  |     | Ret | Ret | Ret | 7   | 2      |
| 24   | Juuso Pykälistö   |     |     |     |     | 8   |     |     |     |     |     |     |     |     |     |     |     | 1      |
| 25   | Mark Higgins      |     | Ret |     | Ret | 10  | Ret | 44  | Ret | DSQ |     |     | 8   |     |     |     | 10  | 1      |
| 26   | Jan Kopecký       |     | 37  |     |     |     |     |     |     |     |     | Ret |     |     | 12  | 8   |     | 1      |
| 27   | Armin Schwarz     | Ret |     | 9   | 10  | Ret | 13  | Ret | 18  | 16  | 11  | Ret | 14  | 10  | Ret | 11  | 8   | 1      |

| Color     | Resultado                                              |
| Oro       | Ganador                                                |
| Plata     | 2ª plaza                                               |
| Bronce    | 3ª plaza                                               |
| Verde     | Finalizó (diez primeros)                               |
| Azul      | Finalizó                                               |
| Violeta   | No terminó (Ret)                                       |
| Negro     | Descalificado (DES)                                    |
| Blanco    | No empezó (DNS)                                        |
| Blanco    | Excluido (EX)                                          |
| Blanco    | Lesionado (LES)                                        |
| Sin color | No participó                                           |
| x1        | Puntos extra                                           |
| (x)       | Entre paréntesis, puntos no computables para el total. |

### Campeonato de Constructores
| Pos. | Marca      | MON | SWE | MEX | NZL | ITA | CYP | TUR | GRC | ARG | FIN | GER | GBR | JPN | FRA | ESP | AUS | Puntos |
| ---- | ---------- | --- | --- | --- | --- | --- | --- | --- | --- | --- | --- | --- | --- | --- | --- | --- | --- | ------ |
| 1    | Citroën    | 10  | 1   | 5   | 15  | 12  | 10  | 15  | 16  | 12  | 9   | 18  | 14  | 13  | 10  | 18  | 10  | 188    |
| 2    | Peugeot    | 9   | 8   | 14  | 12  | 11  | 8   | 10  | 7   | 11  | 16  | 11  |     | 11  | 2   | 5   |     | 135    |
| 3    | Ford       | 10  | 10  | 3   | 3   | 7   | 11  | 5   | 8   | 5   | 7   | 3   | 4   | 5   | 12  | 7   | 4   | 104    |
| 4    | Subaru     |     | 10  | 10  | 8   | 8   | 2   | 8   | 1   | 7   | 5   | 3   | 10  | 6   | 11  | 2   | 6   | 97     |
| 5    | Mitsubishi | 9   | 8   | 6   | 1   |     | 5   | 1   | 7   | 4   | 2   | 4   | 7   | 4   | 1   | 4   | 13  | 76     |
| 6    | Skoda      | 1   | 2   | 1   |     | 1   | 3   |     |     |     |     |     | 4   |     | 3   | 3   | 3   | 21     |

### Campeonato de Producción
| Pos. | Piloto            | SWE | NZL | CYP | TUR | ARG | GBR | JPN | AUS | Puntos |
| ---- | ----------------- | --- | --- | --- | --- | --- | --- | --- | --- | ------ |
| 1    | Toshihiro Arai    | 1   | 2   | 7   | 8   |     |     | 1   | 1   | 50     |
| 2    | Nasser al-Attiyah |     | 4   | 5   | 3   | 1   | 3   |     | 5   | 35     |
| 3    | Marcos Ligato     |     | 3   | 3   | 2   |     | 2   | 4   |     | 33     |
| 4    | Fumio Nutahara    | 5   | 7   | 6   |     |     |     | 2   | 4   | 22     |
| 5    | Xavi Pons         | 4   | 1   |     | 4   |     |     |     |     | 20     |

### Campeonato Júnior
| Pos. | Piloto               | MON | MEX | ITA | GRC | FIN | GER | FRA | ESP | Puntos |
| ---- | -------------------- | --- | --- | --- | --- | --- | --- | --- | --- | ------ |
| 1    | Dani Sordo           | 4   |     | 1   | Ret | 1   | 1   | 2   | 1   | 53     |
| 2    | Guy Wilks            | 7   | 1   | 6   | 2   | 3   | 3   |     | Ret | 35     |
| 3    | Kris Meeke           | 1   |     | 3   | 6   | 7   | 2   | 8   | 7   | 32     |
| 4    | Urmo Aava            | Ret |     | 2   | 3   | 2   | Ret | 4   | 4   | 32     |
| 5    | Kosti Katajamäki     | 2   |     | Ret | 4   | Ret | 5   | 3   | 2   | 31     |
| 6    | Per-Gunnar Andersson | 6   | 2   | 5   | 1   | Ret | 4   |     | Ret | 30     |
| 7    | Mirco Baldacci       | 10  |     | Ret | 5   | 5   | 7   | 1   | 3   | 26     |
| 8    | Luca Betti           | 5   |     | 4   | Ret | 4   | 6   | Ret | Ret | 17     |
| 9    | Martin Prokop        | 9   |     | 7   | 7   | 6   | Ret | 7   | 5   | 13     |
| 10   | Luca Cecchettini     | Ret | 3   | Ret | Ret |     | 9   | 6   | 8   | 10     |
| 11   | Pavel Valoušek       | 8   | 4   | 9   |     | Ret | 8   | Ret | 6   | 10     |
| 12   | Conrad Rautenbach    |     | Ret | 8   | 8   | 8   | Ret | 5   | Ret | 7      |
| 13   | Alan Scorcioni       | 3   |     | Ret | 9   | Ret | Ret | Ret | Ret | 6      |